# Pharmacist
«Pharmacist» es una canción interpretada por la banda canadiense de indie-pop Alvvays. La canción fue publicado el 6 de julio de 2022 como el sencillo principal de su próximo tercer álbum de estudio, Blue Rev. Es la primera canción de la banda en 4 años, luego del lanzamiento de Antisocialites en 2017.

## Composición y letra
«Pharmacist» es una canción de indie pop, con elementos de shoegaze. La canción termina con un solo de guitarra. La voz de la vocalista principal Molly Rankin está baja en la mezcla en comparación con la instrumental. La letra de la canción cuenta la historia de un encuentro inesperado con alguien en una farmacia. NPR escribió que la letra es “breve y memorable, pero no necesariamente retrata ninguna narrativa”.

## Recepción de la crítica
Quinn Moreland de Pitchfork le otorgó el certificado de “Best New Music”. Moreland escribió, “[la canción] es exagerada en todas las formas correctas, con todo el ruido meticulosamente en capas creciendo hasta convertirse en un matorral alrededor de la tierna nostalgia de [Molly] Rankin”. El personal de Stereogum clasificó la canción en el primer lugar en su lista de “las 5 mejores canciones de la semana” para la semana del 8 de julio de 2022. Escribieron que la canción “suena menos como una de sus canciones indie pop completamente formadas y más como aperitivo para el disco”. BrooklynVegan describió la canción como una “primera prueba del álbum con un gran sonido”.

## Galardones
| Publicación | Lista                      | Posición | Ref.   |
| ----------- | -------------------------- | -------- | ------ |
| Treble      | The 100 Best Songs of 2022 | 32       | [ 11 ] |